# Мрозовский, Иосиф Иванович
Иосиф Иванович Мрозовский (14 декабря 1857 — 16 октября 1934, Париж, Франция) — русский генерал от артиллерии (26.01.1914), герой русско-японской войны и Первой мировой войны, командующий войсками Московского военного округа (02.09.1915-02.03.1917).

## Биография
Из дворян Гродненской губернии. Окончил Полоцкий кадетский корпус (1874), Михайловское артиллерийское училище (1877) и Михайловскую артиллерийскую академию. С 19 декабря 1900 — начальник артиллерии Южно-Маньчжурского отряда, участник Китайского похода.
С 6 апреля 1902 — командир 2-го дивизиона 5-й артиллерийской бригады. С 5 января 1904 — командир 18-й артиллерийской, с 18 февраля 1904 — 9-й Восточно-Сибирской стрелковой артиллерийской бригады.
Участник русско-японской войны. С 23 августа 1905 года исполнял должность начальника артиллерии 1-го Армейского корпуса.
После войны 7 февраля 1906 года назначен исполняющим должность начальника артиллерии Петербургского военного округа. С 26 августа 1908 — начальник 1-й гвардейской пехотной дивизии. 21 мая 1912 года назначен командиром расквартированного в Москве Гренадерского корпуса. Во главе корпуса вступил в Первую мировую войну.
2 сентября 1915 года сдал командование корпусом генералу от инфантерии А.Н. Куропаткину и назначен командующим войсками Московского военного округа.
Во время Февральской революции 1 марта 1917 посажен под домашний арест, а 10 марта 1917 уволен от службы по болезни с мундиром и пенсией.
После Октябрьской революции эмигрировал во Францию.

## Награды
- Орден Святого Георгия 4-й степени (ВП 28.07.1907)
- Орден Святого Георгия 3-й степени (ВП 27.09.1914)
- Орден Святого Станислава 3-й степени (1884)
- Орден Святой Анны 3-й степени (1887)
- Орден Святого Станислава 2-й степени (1890)
- Орден Святой Анны 2-й степени (1893)
- Орден Святого  Владимира 4-й степени (1895)
- Орден Святого Владимира 3-й степени (1898)
- Золотое оружие с надписью "За храбрость" (ВП 15.06.1901)
- Мечи к ордену Святого Владимира 3-й степени (1901)
- Орден Святого Станислава 1-й степени с мечами (1905)
- Орден Святой Анны 1-й степени с мечами (1905)
- Орден Святого Владимира 2-й степени с мечами (1905)
- Орден Белого орла (06.12.1910)
- Мечи к ордену Белого орла (ВП 04.11.1914)
- Орден Святого Александра Невского с мечами (ВП 06.12.1914)
- Бриллиантовые знаки к ордену Святого Александра Невского (ВП 10.04.1916)